# Oncidium fasciculatum
Oncidium fasciculatum är en orkidéart som beskrevs av Eric Hágsater. Oncidium fasciculatum ingår i släktet Oncidium och familjen orkidéer. Inga underarter finns listade i Catalogue of Life.